# 卡特勒 (印第安納州)
卡特勒（英語：Cutler）是位於美國印地安納州卡洛爾縣的一個非建制地區。該地的面積和人口皆未知。

## 地理
卡特勒的座標為40°28′35″N 86°31′27″W / 40.47639°N 86.52417°W，而該地的平均海拔高度為229米（即751英尺）。